# Servantes de la Mère du Bon Pasteur
Les Servantes de la Mère du Bon Pasteur (en latin : Congregatio Ancellae Matris Bonis Pastoris) est une congrégation religieuse enseignante de droit pontifical. 

## Histoire
En 1895, Louise Moriconi, supérieure générale des Filles de Marie Immaculée 
obtient d'Honorat de Biala de fonder une autre congrégation entièrement vouée à la réhabilitation des femmes tombées dans la prostitution. La congrégation est fondée le 21 décembre 1895 à Varsovie sous le nom de « Sœurs pénitentes de sainte Marguerite de Cortone ». La Mère Moriconi est élue première supérieure.
L'institut est agrégé aux frères mineurs capucins le 7 février 1925 et approuvé par le Saint-Siège en tant que congrégation religieuse de droit pontifical.

## Activités et diffusion
Les sœurs se consacrent à l'enseignement.
Elles sont présentes en Pologne et en République centrafricaine.
La maison-mère est à Piaseczno. 
En 2017, la congrégation comptait 116 sœurs dans 19 maisons.